# Norton AntiVirus
Norton AntiVirus ist ein Antivirenprogramm des US-amerikanischen Softwarehauses Symantec. Am 2. Oktober 2014 wurde bekannt, dass Symantec das Programm einstellt.
Der Namenszusatz „Norton“ stammt von der ehemaligen Softwareentwicklungsfirma Peter Norton Computing, die dieses Programm entwickelte. Die Firma wurde 1990 von Symantec aufgekauft.
Seit seiner Entstehung 1990 wird es von über 250 Millionen Anwendern jährlich eingesetzt und ist damit das mit großem Abstand am häufigsten installierte Antivirenprogramm weltweit.
Das wird unter anderem dadurch erreicht, dass es auf vielen verkauften Notebooks neben Microsoft Windows vorinstalliert ist und somit leichter neue Kunden gewonnen werden.
Mit Norton AntiVirus kann man unter anderem:
- Schadprogramme, Computerviren, Trojaner und Spyware auf der Festplatte und anderen Datenträgern aufspüren
- Schädlinge isolieren und entfernen
- mit Viren infizierte Dateien reparieren
- ein- und ausgehende E-Mails überprüfen, mittels automatischer Konfiguration des Mailprogramms

Über das sogenannte LiveUpdate lässt sich die Software immer wieder aktualisieren, sodass die Virendefinitionen immer auf dem neuesten Stand sind. Diese Aktualisierungen kann man nach der Registrierung der Software ein Jahr lang herunterladen (90 Tage bei OEM-Versionen), danach muss man ein neues Abonnement über das Internet beziehen oder eine neue Version im Handel kaufen beziehungsweise aus dem Internet herunterladen.
Norton AntiVirus wurde einzeln und im Sicherheitspaket Norton Internet Security verkauft. Seit der Version 2015 ist es nur noch im Paket mit Norton Security erhältlich. Vizechef Brian Dye kam 2014 zu dem Schluss, dass Antivirensoftware ineffizient ist. Zudem waren die Umsätze der Software sinkend. Stattdessen setzt Symantec verstärkt auf die Bekämpfung von Schadsoftware, nachdem sie in Firmennetze eingedrungen ist.

## Produktversionen
Das von Symantec als Unternehmens-Produkt verkaufte „Symantec AntiVirus“ hieß bis einschließlich zur Version 7.61 „Norton AntiVirus Corporate Edition“. Es verzichtet konsequent auf die „bunte“ Oberfläche des als „Home“-Variante bezeichneten Standardprodukts, ist durch eine andere Engine wesentlich ressourcenschonender und lässt sich auch sauber deinstallieren. Es bietet speziell für Unternehmen entwickelte Zusatzmerkmale an, u. a. die vollständige Vorkonfiguration durch Administratoren, die zudem als zwingend eingestellt werden kann, sodass der Benutzer z. B. den Echtzeitschutz nicht deaktivieren kann und der Systemverwalter somit die Kontrolle behält. Auch das LiveUpdate via internem Server ist möglich, wodurch entsprechender Internetverkehr eingespart wird, da nur der Server selbst direkt von Symantec herunterlädt, die zahlreichen Clients durch ihn dann per schnellem und kostengünstigem LAN versorgt werden. Am 4. Juli 2012 wurde der Support für „Symantec AntiVirus Corporate Edition“ eingestellt.
Der Nachfolger nennt sich „Symantec Endpoint Protection“ (SEP) und führt die Versionierung mit der Versionsnummer 11 fort. Der SEP beinhaltet weitere Schutzkomponenten wie z. B. eine Firewall, die Komponente für das Scannen von Schadprogrammen nennt sich selber weiterhin „Symantec AntiVirus“.
Die von Symantec für den Endanwender verfügbaren Produkte tragen den Namenszusatz Norton. Norton (by Symantec) AntiVirus ist für Windows, Mac OS X und Android erhältlich.

## Kritik
Symantec ist mit Norton AntiVirus in die Kritik geraten, da der Sicherheitsspezialist die Spionagesoftware (Keylogger und Backdoor) der US-Behörde FBI und deren Magic Lantern Programm ungefiltert durch ihre Malware-Erkennung passieren ließe, sollte die Software angemessene technische Sicherheitsmaßnahmen enthalten, um Missbrauch zu verhindern.